# Chile nos Jogos Pan-Americanos de 1959
O Chile competiu nos Jogos Pan-Americanos de 1959 em Chicago de 28 de agosto a 7 de setembro de 1959. Conquistou 5 medalhas de ouro.